# Dextrine

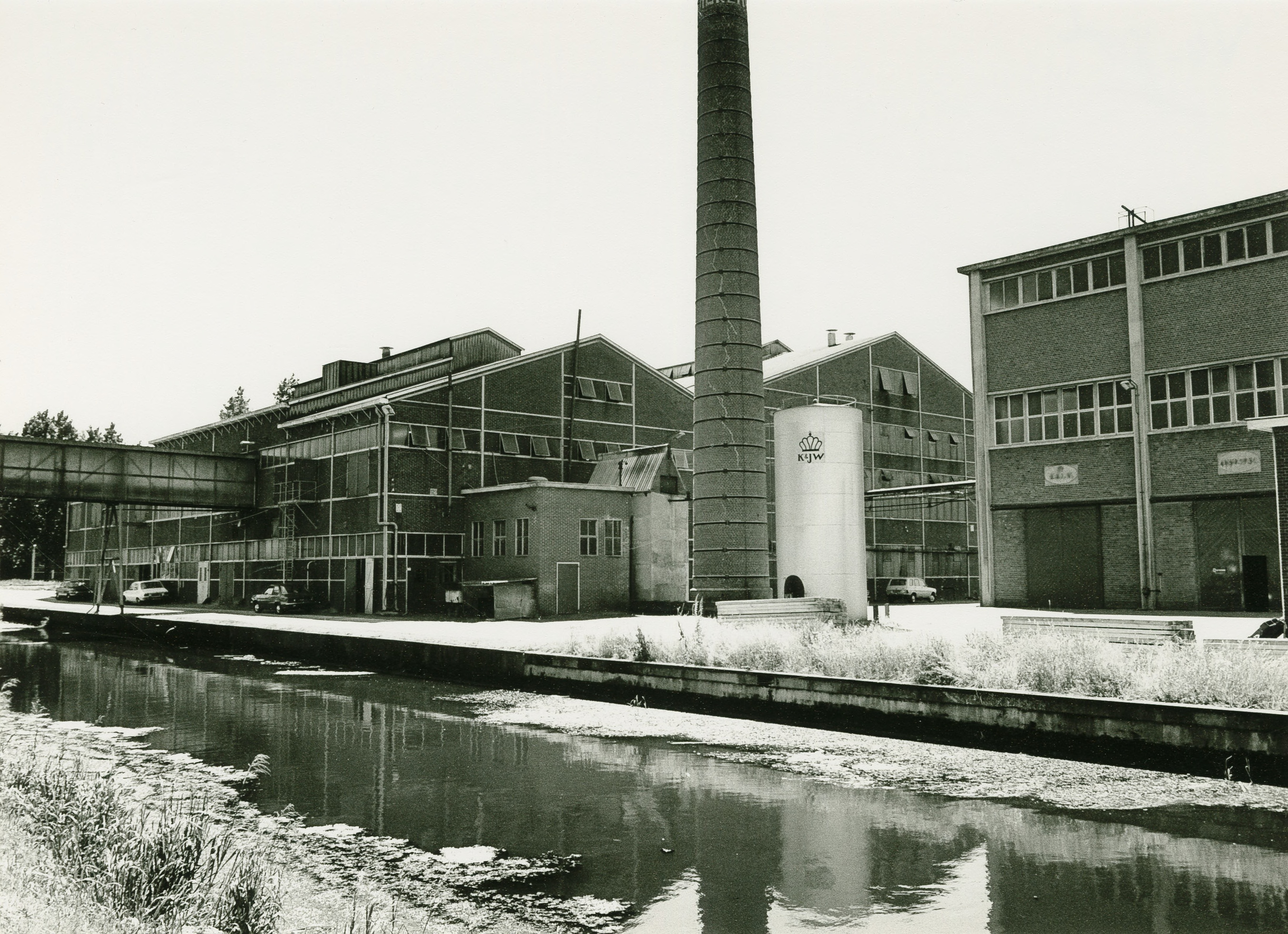
Dextrine-fabriek K. & J. Wilkens te Veendam (1976)

Dextrines zijn een groep koolhydraten met een betrekkelijk laag molecuulgewicht, die worden verkregen door de hydrolyse van zetmeel. Dextrines zijn mengsels van lineair α-(1,4)-verbonden D-glucosepolymeren welke beginnen met een α-(1,6)-binding.
De vertering van zetmeel tot maltose begint in de mond door het enzym α-amylase dat zich in het speeksel bevindt. Hierbij ontstaan diverse dextrines als tussenproduct. Ze worden onderscheiden naar hun kleuring met jodium, waarbij erythrodextrines rood kleuren en achrodextrines geen kleuring opleveren.
Gedurende het proces van mouten en eesten van gerst, ten behoeve van de bierbereiding, wordt door de fermentatie van het gerst eveneens dextrine geproduceerd. Ook op het oppervlak van brood worden ze gedurende het bakken gevormd, en ze dragen bij aan de smaak, de kleur en de knapperigheid van het brood.
In de industrie wordt dextrine geproduceerd door pyrolyse, gedurende het roosteren van zetmeelpoeder onder min of meer zure omstandigheden. In 1872 bouwde Willem Albert Scholten de eerste Nederlandse dextrinefabriek in Zuidbroek.
Het proces om koud water oplosbaar lijm te maken die een gom kan vervangen, is uitgevonden door Franse chemicus Edme-Jean Baptiste Bouillon-Lagrange en beschreven in 1804 in tijdschrift Annales de chimie en 1811 in Bulletin de pharmacie.  Deze typen dextrines worden ook pyrodextrines genoemd. Witte en gele dextrines zijn geheel of gedeeltelijk in water oplosbare poeders. In 1833 kreeg het de naam dextrine van Jean-Baptiste Biot en Jean-François Persoz  toen ze ontdekte dat deze gom gepolariseerd licht naar rechts  draait (in latijnse taal dexter). 
Oudere namen voor dextrine zijn onder andere gommeline, leiogomme.  In 1838 werd er een wedstrijd uitgeschreven door de Franse Société d'encouragement pour l'industrie nationale om een fabriek te bouwen die minimaal 100 kg dextrine per dag kon fabriceren en verkopen. De gebroeders Heuzé, fabrikanten van dextrines in Petite-Villette in de nabijheid van Parijs wonnen de prijs in 1841. 

## Toepassing
Gele dextrines worden gebruikt als wateroplosbare lijm voor de plakrand van een enveloppen en het verlijmen van een kartonnen kokers. In de ertswinning worden ze gebruikt als schuimmiddel bij flotatie, om ertsdeeltjes en ganggesteente te scheiden. In ijzergieterijen worden ze gebruikt om gietzandvormen te verstevigen en voorts als bindmiddel in gouacheverf.
Witte dextrine wordt gebruikt als:
- verbeteraar van knapperigheid in de voedingsnijverheid
- stijfsel in de textielindustrie
- verdikkingsmiddel in de farmaceutische industrie
- en in de papierindustrie als verbeteraar van het oppervlak

Ook worden bepaalde soorten in de vuurwerkindustrie gebruikt, zoals sterretjes.
Aangezien dextrines minder goed verteerbaar zijn worden ze ook wel aan voedingsmiddelen toegevoegd als vervanger voor natuurlijke vezels.

## Andere soorten dextrine
- Maltodextrine

Maltodextrine is een zetmeelsuiker met een korte keten, gebruikt als voedingsadditief. Het wordt geproduceerd door enzymatische hydrolyse van gegelatineerd zetmeel. Het wordt gewonnen als een crème-wit hygroscopisch gesproeidroogd poeder. Maltodextrine is even gemakkelijk verteerbaar als glucose en het kan ofwel matig zoet smaken of smaakloos zijn.
- Cyclodextrine

Het betreft cyclische dextrines. Deze worden gevormd door de enzymatische afbraak van zetmeelketens door bepaalde bacteriesoorten, zoals Bacillus macerans. Cyclodextrine bezit bandvormige structuren die gevormd worden door 6-8-glucoseresiduen.
- Amylodextrine

Dit is een lineaire dextrineketen van amylose die slechts uit 20 tot 30 monomeren bestaat. Hij kan worden verkregen door de enzymatische hydrolyse van α-1,6-glycosebindingen. Amylodextrine kleurt blauw met jodium.